# This Note's for You
Albums de Neil Young
Life
(1987) Freedom
(1989)
Singles
1. Ten Men Workin'
Sortie : 1988
2. This Note's for You
Sortie : 1988

This Note's for You est le dix-septième album de Neil Young. Il est crédité sous le nom de Neil Young and the Bluenotes et sort le 11 avril 1988 sur le label Reprise Records. Il est produit par Neil Young et Niko Bolas.

## Historique
Lors de la réactivation du label Reprise Records, Neil Young quitte Geffen Records et retourne chez Reprise. Comme souvent à la recherche de nouvelles expérimentations, Young s'entoure sur cet album d'une section de cuivre omniprésente. L'album est dominé par une musique rock teintée de blues et de jazz.
Il sera enregistré entre novembre 1987 et janvier 1988 dans les Studios and Instruments Rentals à Hollywood en Californie.
Dans cet album, Young réaffirme son indépendance alors que beaucoup de stars vendent leur âme aux publicitaires : "Je ne chante pas pour Pepsi, je ne chante pas pour Coca" dans la chanson This Note's For You. Le clip vidéo de ce titre dirigé par Julien Temple, inclut des sosies de Michael Jackson et Whitney Houston ce qui amènera MTV à le bannir après les menaces des avocats de Jackson. La chaine de télévision musicale canadienne, MuchMusic, par contre diffusera largement le clip et devant le succès qu'il obtient, MTV revoit sa position et le diffuse en boucle. Il obtiendra finalement la récompense du MTV Video Music Award de la vidéo de l'année en 1989 .
La photo de la pochette a été prise dans une ruelle derrière le Blue Note Café situé à Winnipeg, un club dans lequel Neil Young se produisait occasionnellement et qui sera rasé en 2011.
L'album se classa à la 61e place du Billboard 200 aux États-Unis.

## Liste des titres
Toutes les compositions sont de Neil Young
1. Ten Men Workin' – 6:28
2. This Note's for You – 2:05
3. Coupe De Ville – 4:18
4. Life in the City – 3:13
5. Twilight – 5:54
6. Married Man – 2:38
7. Sunny Inside – 2:36
8. Can't Believe Your Lyin' – 2:58
9. Hey Hey – 3:05
10. One Thing – 6:02

## Musiciens
- Neil Young - chant, guitare
- Rick "The Bass Player" Rosas - basse
- Frank Sampedro - claviers
- Steve Lawrence - saxophone ténor soliste
- Ben Keith - saxophone alto
- Larry Cragg - saxophone baryton
- Claude Cailliet - trombone
- John Fumo - trompette sur "Can't Believe Your Lyin'"
- Tom Bray - trompette sur "Coupe de Ville"
- Chad Cromwell - batterie

- Avec : 
- George Whitsell - basse sur "One Thing"
- Ralph Molina - batterie sur "One Thing"
- Steve Onuska – tambourin sur "One Thing"

## Charts

### Album
| Pays                                 | Durée du classement | Meilleur classement | date          |
| ------------------------------------ | ------------------- | ------------------- | ------------- |
| Australie (ARIA Charts)              | 2 semaines          | 45e                 | 26 juin 1988  |
| Canada (RPM)                         | 21 semaines         | 26e                 | 4 juin 1988   |
| États-Unis (Billboard 200)           | 18 semaines         | 61e                 | 21 mai 1988   |
| Nouvelle-Zélande (RMNZ Albums Top40) | 2 semaines          | 36e                 | 5 juin 1988   |
| Pays-Bas (MegaCharts)                | 4 semaines          | 50e                 | 14 mai 1988   |
| Royaume-Uni (UK Albums Chart)        | 3 semaines          | 56e                 | 24 avril 1988 |
| Suède (Sverigetopplistan)            | 2 semaines          | 22e                 | 27 avril 1988 |

### Singles
| Single              | Chart                    | Durée du classement | Position | Date           |
| ------------------- | ------------------------ | ------------------- | -------- | -------------- |
| Ten Men Working     | (Mainstream Rock Tracks) | 11 semaines         | 6e       | 30 avril 1988  |
| This Note's for You | (Mainstream Rock Tracks) | 12 semaines         | 19e      | 9 juillet 1988 |
| This Note's for You | (RPM Top Singles)        | 4 semaines          | 80e      | 27 août 1988   |